# クロメバル
クロメバル（黒眼張、黒鮴、学名：Sebastes ventricosus）はメバル属に属する魚類である。学名は1843年にテミンクとシュレーゲルによって命名された。

## 特徴
温帯に棲む海水魚で、北西太平洋の日本沿岸に分布する底生魚である。他のメバル属同様卵胎生である。生活習性等は不詳。